# Bran Mak Morn
Bran Mak Morn ist eine literarische Figur des US-amerikanischen Schriftstellers Robert E. Howard, die erstmals im November 1930 in der Kurzgeschichte Herrscher der Nacht (KINGS OF THE NIGHT) im Pulp-Magazin Weird Tales auftrat. Bran Mak Morn ist als ein (fiktiver) piktischer König bzw. Häuptling angelegt, der um 200 n. Chr. gegen das Römische Reich kämpft, um die piktische Souveränität gegen die Invasoren zu verteidigen.

## Persönlichkeit
Bran Mak Morn ist der letzte piktische König. Im Gegensatz zu den kleinen, gedrungenen Angehörigen seines Volkes ist er von schlanker, mittelgroßer Gestalt mit schwarzen Augen und einem insgesamt dunklen, mediterranen Teint. Um Rom zu bekämpfen, ist er bereit, auch magische Kräfte in Anspruch zu nehmen.
Der Name leitet sich nach Howard selbst sowohl von der „historischen Lieblingsgestalt“ des Autors, dem keltischen Heerführer Brennus, ab, als auch der keltischen mythologischen Gestalt des Gol Mac Morn.

## Werkgeschichte
Zu Lebzeiten Howards, der 1936 starb, erschienen lediglich drei Kurzgeschichten, die sämtlich in Weird Tales erschienen:
- Herrscher der Nacht, November 1930
- The Dark Man, November 1931
- Würmer der Erde (WORMS OF THE EARTH), November 1932.

Die erste deutsche Übersetzung von Kurzgeschichten mit oder um Bran Mak Morn erschien im Januar 1975 in Band 3 von Terra Fantasy, begleitet von einem Vorwort von Hugh Walker, dem Pseudonym von Hubert Straßl. Übersetzer war Eduard Lukschandl.
In Würmer der Erde kommt es zu einer Überschneidung des historischen Hintergrunds mit Elementen des Cthulhu-Mythos von H. P. Lovecraft, der mit Robert E. Howard befreundet war. Lovecraft selbst bezeichnete die Geschichte als „makabres Meisterstück“ (macabre masterpiece).